# Annefleur Bruggeman
Annefleur Bruggeman (* 23. Juli 1997 in Echt, Niederlande) ist eine niederländische Handballspielerin, die für den Bundesligisten Sport-Union Neckarsulm aufläuft.

## Karriere

### Im Verein
Annefleur Bruggeman begann das Handballspielen beim niederländischen Verein HV NOAV in Limburg. Im Jahr 2013 schloss sich die Rückraumspieler dem Verein HandbaL Venlo an, mit dem sie in der höchsten niederländischen Spielklasse antrat. Nach drei Jahren in Venlo wechselte sie zum deutschen Bundesligisten Bayer Leverkusen.
Bruggeman lief in der Saison 2018/19 zusätzlich per Zweitspielrecht für den deutschen Zweitligisten TuS Lintfort auf. In der darauffolgenden Spielzeit wechselte das Zweitspielrecht zum Zweitligisten TV Beyeröhde. Ab dem Sommer 2020 gehörte sie nur noch dem Leverkusener Kader an.
Bruggeman steht seit der Saison 2022/23 beim Bundesligisten Sport-Union Neckarsulm unter Vertrag, der Vertrag läuft bis zum Ende der Saison 2025/26.

### In Auswahlmannschaften
Bruggeman lief 16 Mal für die niederländische Jugendnationalmannschaft auf. Mit den Niederlanden belegte sie bei der U-20-Weltmeisterschaft 2016 den neunten Platz. Im darauffolgenden Jahr nahm Bruggeman mit der Handballmannschaft der Radboud-Universität Nijmegen an der Studenten-Europameisterschaft teil und gewann die Bronzemedaille.